# Rhynchospermum verticillatum
 Rhynchospermum verticillatum   Reinw., 1825 è una specie di piante angiosperme dicotiledoni della famiglia delle Asteraceae, sottofamiglia Asteroideae, tribù Astereae (Aster lineage) e sottotribù Asterinae.  Rhynchospermum verticillatum  è anche l'unica specie del genere  Rhynchospermum  Reinw., 1825.

## Etimologia
Il nome generico (Rhynchospermum) deriva dalle parole greche "rhynchos" che significa "becco" o "proboscide", mentre "spermum" significa "seme". L'epiteto specifico ( verticillatum) deriva dal latino e fa riferimento alla sinflorescenza.
Il nome scientifico della specie è stato definito dal botanico Caspar Georg Carl Reinwardt (1773-1854) nella pubblicazione " Sylloge Plantarum Novarum Itemque Minus Cognitarum a Praestantissimis Botanicis adhuc Viventibus Collecta et a Societate Regia Botanica Ratisbonensi Edita. Ratisbonae [Regensburg]" ( Syll. Pl. Nov. 2: 8) del 1828. Il nome scientifico del genere è stato definito nella stesa pubblicazione. 

## Descrizione

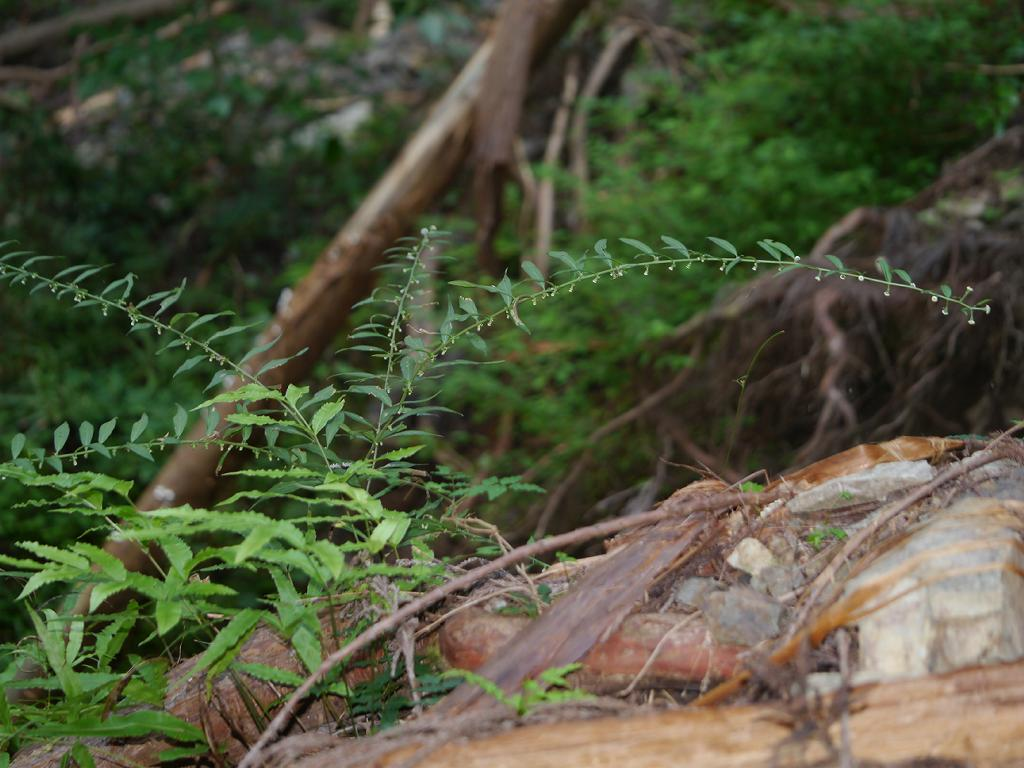
Il portamento

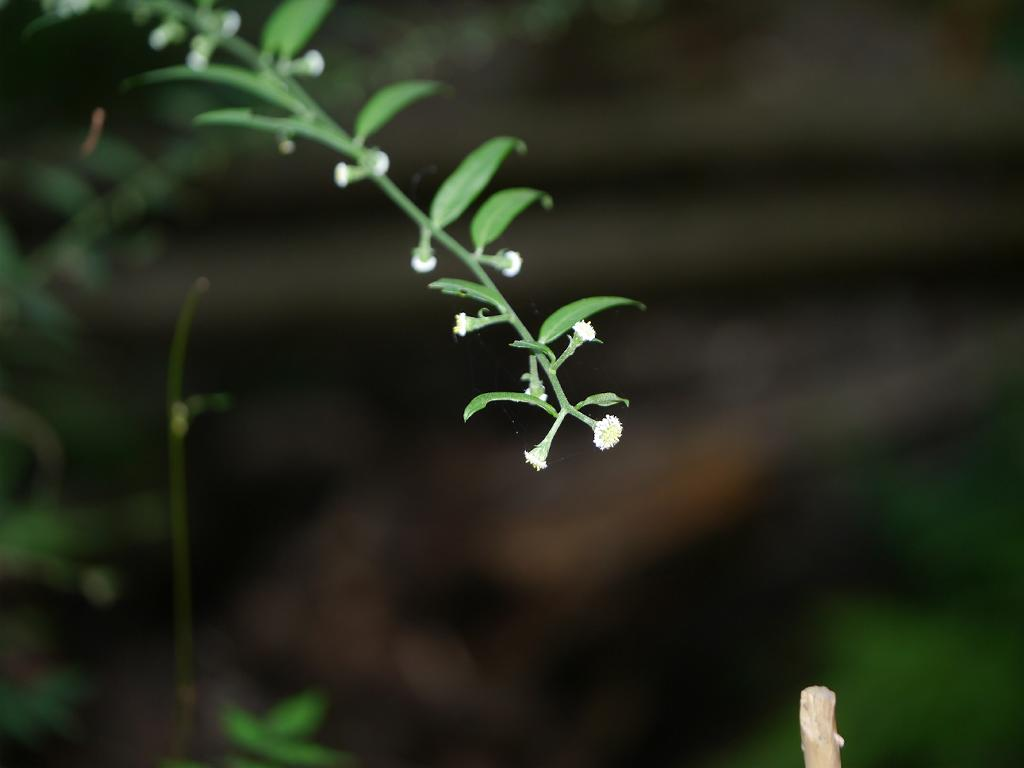
Le foglie

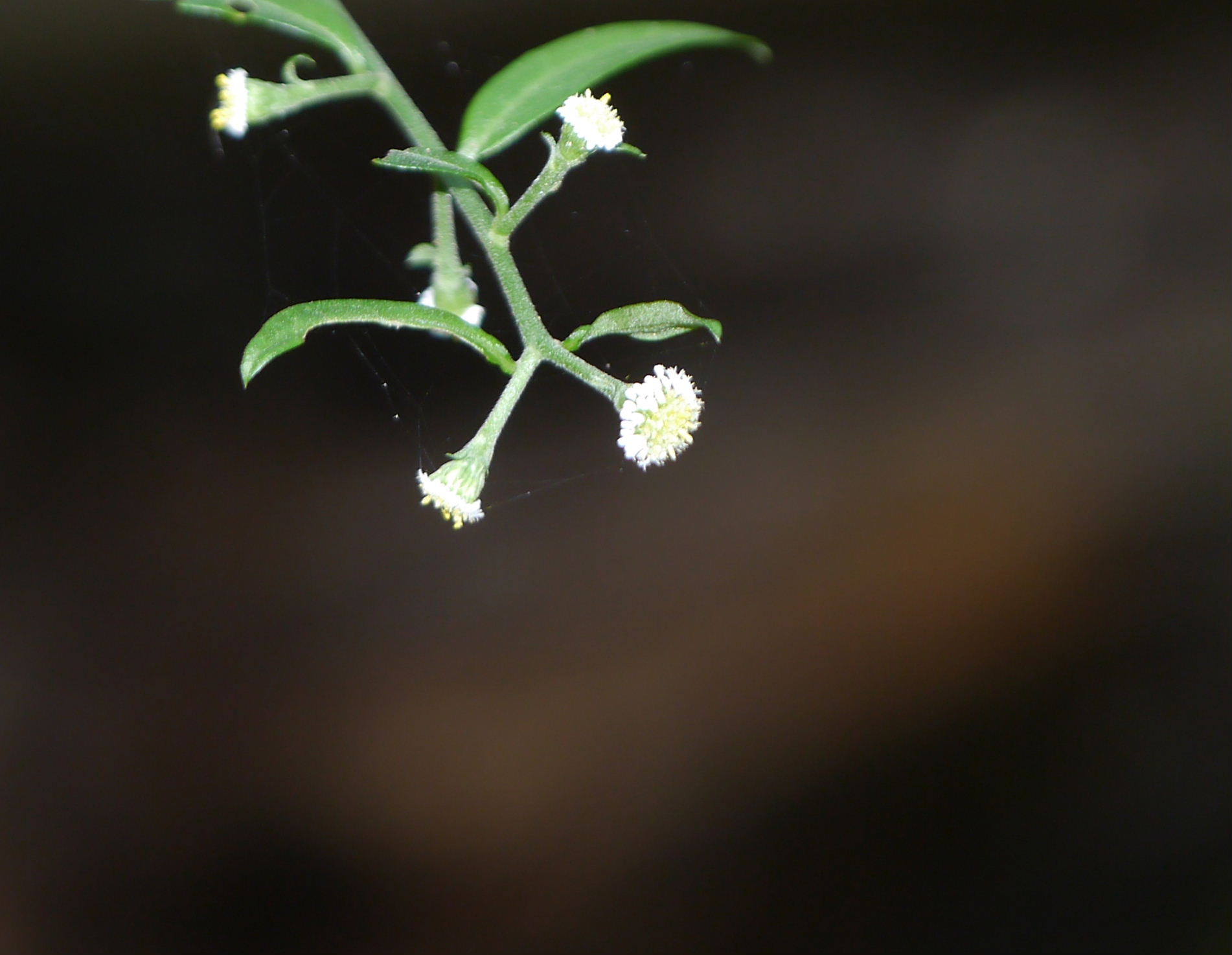
Infiorescenza

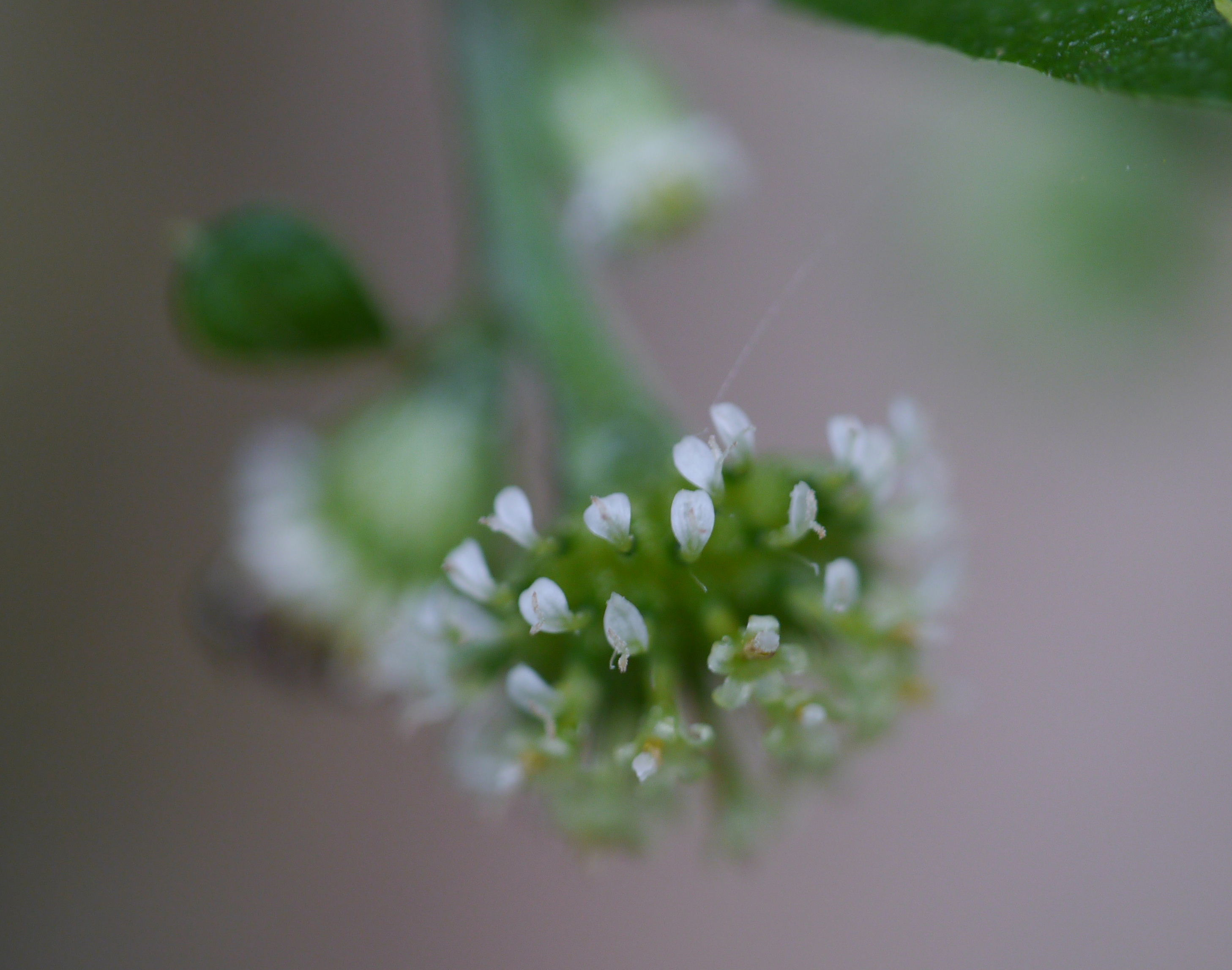
I fiori

Portamento. La specie di questa voce ha un habitus di tipo erbaceo perenne pubescente aromatico (talvolta può essere cespitoso).
Fusto. I fusti sono eretti, semplici o ramificati in modo divaricato nella metà distale; sono finemente striati, strigosi, ghiandolari e minutamente stipitati. La parte sotterranea consiste in lunghi e sottili rizomi. Altezza media: 5 - 150 cm.
Foglie. Le foglie in genere sono disposte in modo alternato e sono picciolate. Si distinguono in basali (possono formare una rosetta basale) e in cauline (in genere di minori dimensioni). La lamina è semplice con forme dal ellittiche a oblanceolate; la base è cuneata; il contorno è intero o dentato apicalmente. Sulla superficie possono essere presenti dei punti ghiandolari. Le foglie più basse generalmente sono appassite all'antesi. Dimensione delle foglie inferiori: 1,5 - 4,5 cm. Dimensione delle foglie superiori: 3,5 - 14 × 0,4 - 5,5 cm.
Infiorescenza. Le sinflorescenze sono composte da diversi capolini (fino a 5 per ramo) raccolti in formazioni verticillose da tirsoidi a spiciformi-racemose. Le infiorescenze vere e proprie sono composte da un capolino terminale peduncolato (i peduncoli sono ampiamente divergenti) di tipo sub-discoide. I capolini sono formati da un involucro, con forme emisferiche, composto da diverse brattee, al cui interno un ricettacolo fa da base ai fiori di due tipi: fiori del raggio e fiori del disco. Le brattee, oblunghe con apici ottusi e a consistenza erbacea, sono disposte in modo più o meno scalato su 3 - 4 serie. Il ricettacolo in genere è nudo ossia senza pagliette a protezione della base dei fiori; la forma è piatta o da convessa a conica. Lunghezza dei peduncoli: 1 - 30 mm. Dimensione degli involucri: 2 - 7 mm.
Fiori.  I fiori sono tetra-ciclici (formati cioè da 4 verticilli: calice – corolla – androceo – gineceo) e pentameri (calice e corolla formati da 5 elementi). Si distinguono in:
- fiori del raggio (esterni) da 10 a 40 per capolino: sono femminili e sono disposti su 2 serie; la forma è brevemente ligulata terminante con alcuni denti;
- fiori del disco (centrali): sono ermafroditi (raramente sono funzionalmente maschili) con forme strettamente tubulose terminanti in modo campanulato con 4 lobi triangolari eretti.

- Formula fiorale:

*/x K {\displaystyle \infty }, [C (5), A (5)], G 2 (infero), achenio
- Calice: i sepali del calice sono ridotti ad una coroncina di squame.

- Corolla: i colori della corolla sono giallo (i fiori del disco) e bianco (i fiori del raggio).

- Androceo: l'androceo è formato da 5 stami sorretti da filamenti generalmente liberi; gli stami sono connati e formano un manicotto circondante lo stilo; le teche (produttrici del polline) alla base sono troncate e sono lievemente auricolate (molto raramente sono speronate o hanno una coda); le appendici apicali delle antere hanno delle forme piatte e lanceolate; il tessuto endoteciale (rivestimento interno dell'antera) è quasi sempre polarizzato (con due superfici distinte: una verso l'esterno e una verso l'interno). Il polline è sferico con un diametro medio di circa 25 micron;  è tricolporato (con tre aperture sia di tipo a fessura che tipo isodiametrica o poro) ed è echinato (con punte sporgenti).[11][14]

- Gineceo: l'ovario è infero uniloculare formato da 2 carpelli.[7] Lo stilo (il recettore del polline) è profondamente bifido (con due stigmi divergenti) e con le linee stigmatiche marginali separate.[15] I due bracci dello stilo hanno una forma oblunga-ovata e possono essere papillosi o ricoperti da ciuffi di peli. Lo stilo dei fiori del raggio è supinato.

Frutti. I frutti sono degli acheni con pappo; in alcune specie è presente un certo dimorfismo (gli acheni dei fiori del raggio differiscono dagli acheni dei fiori del disco);
- achenio: gli acheni, con forme obovate, sono lateralmente compressi con due/tre nervature laterali; la superficie normalmente è cosparsa da setole, qualche volta con punti ghiandolosi; la parete dell'achenio è formata da celle contenenti rafidi ma prive di fitomelanina; il carpoforo normalmente è anulare; le setole con punte a forma di ancora non sono presenti; gli acheni dei fiori del raggio hanno un becco;
- pappo: il pappo è assente oppure è formato da una decina di scarse setole bianche caduche disposte su 3 serie.

## Biologia
Impollinazione: tramite insetti (impollinazione entomogama tramite farfalle diurne e notturne).

Riproduzione: la fecondazione avviene fondamentalmente tramite l'impollinazione dei fiori.

Dispersione: i semi cadono a terra e vengono dispersi soprattutto da insetti come formiche (disseminazione mirmecoria). Un altro tipo di dispersione è zoocoria: gli uncini delle brattee dell'involucro (se presenti) si agganciano ai peli degli animali di passaggio che portano così i semi anche su lunghe distanze. Inoltre per merito del pappo il vento può trasportare i semi anche per alcuni chilometri (disseminazione anemocora).

## Distribuzione e habitat
La specie di questa voce è distribuita in Asia orientale. L'habitat preferito sono i margini delle foreste, le foreste ombreggiate, le foreste disturbate, le rive dei corsi d'acqua ombreggiate, i luoghi umidi ed erbosi, i pendii aperti erbosi o cespugliosi, i bordi stradali e i boschetti. Quote rilevate per questa specie: da 400 a 2.500 metri sul livello del mare.

## Sistematica
La famiglia di appartenenza di questa voce (Asteraceae o Compositae, nomen conservandum) probabilmente originaria del Sud America, è la più numerosa del mondo vegetale, comprende oltre 23.000 specie distribuite su 1.535 generi, oppure 22.750 specie e 1.530 generi secondo altre fonti (una delle checklist più aggiornata elenca fino a 1.679 generi). La famiglia attualmente (2021) è divisa in 16 sottofamiglie; la sottofamiglia Asteroideae è una di queste e rappresenta l'evoluzione più recente di tutta la famiglia.

### Filogenesi
Il genere della specie di questa voce è descritto nella sottotribù Asterinae, una delle quasi 40 sottotribù della tribù Astereae. In base alle ultime ricerche nella tribù sono stati individuati (provvisoriamente) 5 principali lignaggi:
- Basal grade: include alcuni generi isolati, il gruppo "South American-Oceania",  alcune sottotribù africane e il gruppo dei generi legnosi del Madagascar.
- Bellis lineage: comprende le sottotribù eurasiatiche e una sottotribù africana.
- Aster lineage: include i generi asiatici di Asterinae e i principali gruppi dell'Australia e dell'Oceania.
- Baccharis lineage: include alcuni gruppi sudamericani.
- North American lineage: include la vasta gamma di sottotribù del Nordamerica, Messico e alcuni gruppi distribuiti nel Sudamerica.

Il genere  Rhynchospermum (insieme alla sottotribù Asterinae) è incluso nel Aster lineage i cui caratteri principali sono: la base delle antere sono prive di code e non sono calcarate (speronate); le linee stigmatiche dei bracci dello stilo sono totalmente separate; i due bracci dello stilo hanno una forma breve o allungata da lanceolata a deltoide e possono essere papillosi o ricoperti da ciuffi di peli (all'esterno, mentre all'interno sono glabri). La distribuzione della maggior parte delle specie di questo gruppo è nelle regioni temperate nord e sud.
La sottotribù Asterinae comprende una trentina di generi suddivisi in 4 rami principali: Psychrogeton - Hersileoides - Asterothamnus - Aster. Il genere di questa voce è incluso nel ramo denominato "Aster branch" e sottogruppo denominato "Amellus group" insieme ai generi Aster (sensu stricto), Miyamayomena (sensu stricto) e Turczaninovia. Dati molecolari di tipo filogenetico confermano l'esclusione di questa specie dal genere Aster, tuttavia non tutte le checklist si sono aggiornate e mantengono Rhynchospermum verticillatum come sinonimo di Aster verticillatus (Reinw.) Brouillet, Semple & Y.L.Chen.
I caratteri distintivi della specie Rhynchospermum verticillatum sono:
- i fiori del raggio sono circa una decina (e più) per capolino e disposti su 2 - 3 serie;
- i fiori del disco sono circa una decina per capolino;
- la corolla dei fiori del raggio è bianca;
- il pappo è assente oppure con scarse setole.

Il numero cromosomico delle specie di questo genere è: 2n = 18.